# 白神山地
白神山地（日语：／ Shirakami Sanchi）是跨越日本青森西南部及秋田縣西北部的广阔山地，是一片未经人类破坏的山毛榉原生林地域。與屋久島一同在1993年（平成5年）12月登錄為世界遺產（自然遺產）。1954年（昭和29年）发行的国土地理院地势图将之称为白神山地，世界遺產登錄以前又被称作弘西山地。

## 概要

白神山地地形圖。白線是世界遺產指定範圍。

白神山地总面積1,300km²，其中169.7km²被联合国教科文组织评定为世界遺產（自然遺產）。青森側面積占总面积的74%，约126.3km²，剩余的43.4km²位于秋田县西北部。白神山地与法隆寺地域的佛教建筑物、姬路城、屋久島一同于1993年成为日本最初的世界遺產。
世界遺產登錄地域外側也存在广大的山林，同樣包含在一般所稱的白神山地涵蓋範圍內。而没有架设林道等设备的中心地域則是世界遺產登錄範圍。
世界遺產地域包括中央核心区域以及周边緩衝地域，这些地域在世界遺產登錄後就未曾開發，保持了原生态的环境。因此这些地域僅有登錄遺產前建設的登山道，也沒有鋪設計畫。其中，核心区域完全沒有道路。另外，进入青森县側的核心区域，必须事前或当日向森林管理署長報告。秋田县側核心地区原則上禁止进入。由於核心地区内沒有林道，进入其中需要有极高的野外经验。世界遺產登錄以来，核心地区曾發生过遇難事故甚至出现过死亡者。
世界遺產登錄地域为禁猎区。在此地漁猎需要漁業協同組合以及森林管理所長的許可。另外漁業組合也在此區域实施全年禁漁。然而，為了保護自然而全面禁止人類活動，有可能遏止了又鬼等傳統活動的傳承。

## 地形特色
白神山地是位於東北日本內弧的隆起帶，地表持續抬升中。地盤以白堊紀花崗岩與新近纪的沉積岩、深成岩為主。由於沉積岩中含有泥岩與頁岩，因此常發生邊坡塌陷與山崩。

## 登录基准
该世界遗产被认为满足世界遺產登錄基準中的以下基準而予以登錄：
- （ix）在陆上、淡水、沿海及海洋生态系统及动植物群的演化与发展上，代表持续进行中的生态学及生物学过程的显著例子。

## 著名景点及特色

### 山毛榉原生林
山毛榉日语称做「橅」，除了用于栽培蘑菇以外基本上没有其他用处，也讓这一地区的树木能免遭伐採。山毛榉树会结众多果实，寿命和果樹一様短，大约能存活200年左右。自然死亡腐朽的山毛榉是其他树木與生物不可或缺的营养來源。在白神山地山毛榉原生林中可见到幼苗、成树、老树、以及腐朽倒下的死木等不同形态。此外还能见到連香樹、刺楸、鐵木等众多树种。
白神山地实际上并不是拥有美丽高山植物或者壮丽自然景色的名胜风景区。而其能被指定為世界遺產，正是因為不是观光地卻能保留如此广大且未受人類活動影響的原生林，在世界上是十分稀有的。
由於地表現在仍持續抬升，地盤脆弱，山崩頻繁，林道時常因坍方中斷。另外，雪季也長達半年。因此本地難以建設大規模林道，也因此保留了原生林。

### 登山
白神山地世界遺產登錄地域有一般開放的登山道，核心地域附近可進入的山岳有白神岳、大峰岳、太夫峰、天狗岳、高倉森、櫛石山、小岳、真瀨岳、二森等。另外，雖然不在遺產地區，但可攀登的山岳還有藤里駒岳、田代岳、崩山等。
知名的眺望地點有天狗岳、小岳、二森、白神岳等。

### 暗門瀑布
暗門瀑布分为第一、第二、第三瀑布，從停车场或巴士站步行到目的地需要约一个小時，如果至第三瀑布只需30分钟左右。由於瀑布位于世界遺產緩衝地域内，所以成为著名観光地。至瀑布的山道两侧有山毛榉原生林，铺设了便于觀察的道路。

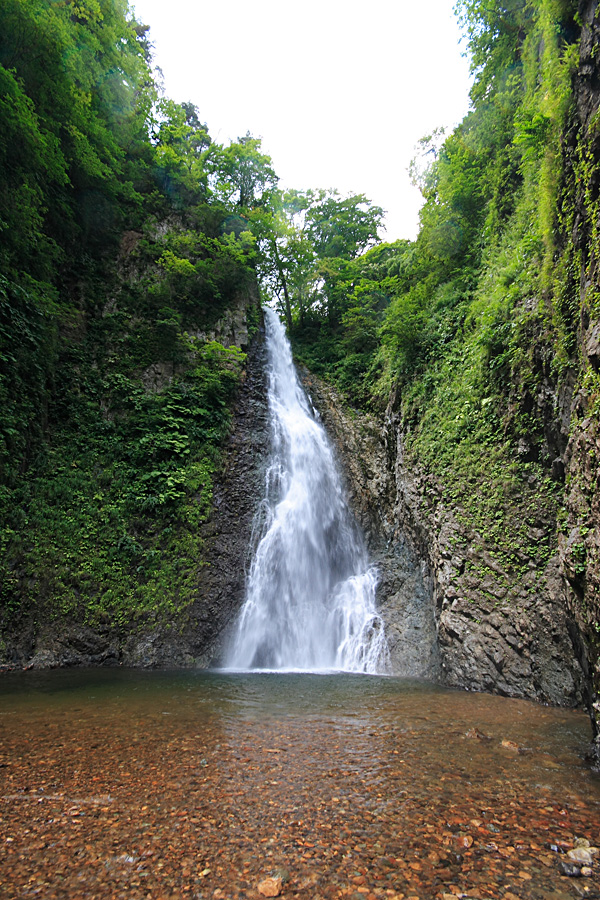
暗門第一瀑布

### 岳岱自然觀察教育林
岳岱自然觀察教育林以号称有四百年树龄的山毛榉神木为象征。长满青苔的大小巨岩与树林相映成趣。遊步道以及厕所完备。还设有巨大的停車場，但是，这一系列的开发活动最近被指出对森林造成了破坏。另外在岳岱風景林附近有田苗代湿原，可以观赏到多种高山植物。

### 二森
世界遺產緩衝地域內的山岳。從國道101號經真瀨林道、青秋林道至二森登山道入口（標高約920公尺，設有停車場、公共廁所）步行約五分鐘即可抵達世界遺產區域，是知名觀光地。從登山道步行約一小時可至標高1,086公尺的二森山頂。從山頂可一覽世界遺產登錄地域。

### 白神線
白神線是橫斷白神山地北部的林道。雖然大部分是碎石路，但因白神山地的名氣，使用者不少。

### 津轻峠
津輕峠有通往高倉森的登山道。另外弘前市有巴士開至津輕峠。
这里過去有棵一四百年以上树龄的大樹称作「母亲树」，但在2018年9月6日被台風21號吹斷。

### 釣瓶落峠
釣瓶落峠位於青森縣西目屋村與秋田縣藤里町交界。秋季時，天然秋田杉的綠與紅葉形成美麗對比。

### 白神岳
从JR白神岳登山口站到山頂徒歩約需要五个半小时。从登山口公交车站以及停車場约要四个半小時。山頂可观赏白神山地核心区域的景色。山頂备有厕所以及避難小屋。然而世界遺產登錄後，游客的增加有破坏当地环境的疑慮。

### 白神之森 遊山道
原名「小白神」（ミニ白神），2014年4月改為「白神之森 遊山道」。
從JR鰺澤站開車約需30分。設有停車場（30台）。是藩政時代為了確保田地水源列為禁伐林保護的「田山」。
約52公頃的區域幾乎沒有人跡，部分山毛櫸樹齡超過200年，森林景觀與白神山脈核心類似。

## 動物
白神山地的山毛櫸林有多樣的動物棲息。其中鳥類以天然紀念物黑啄木鳥等啄木鳥科最多，另外還可見金雕、晨鴨等鳥類。
哺乳類則有髭羚、日本睡鼠、亞洲黑熊、日本獼猴等。此外，2015年10月，白神山地內首次拍攝到青森、秋田兩縣過去已滅絕的梅花鹿。2016年周邊通報40件目撃事件。由於梅花鹿繁殖力強，有可能破壞植被與農作物，林野廳正在監控其棲息狀況，並開始試驗狩獵陷阱。

## 主要山岳
| 山容 | 山名              | 平假名                    | 標高（公尺） | 三角點等級 | 三角點名 | 座標                                                   | 市町村                 |
| ---- | ----------------- | ------------------------- | ------------ | ---------- | -------- | ------------------------------------------------------ | ---------------------- |
|      | 真瀨岳            | ませだけ                  | 0988.0       | II         | 袴腰     | 40°27′43.9″N 140°5′1.5″E / 40.462194°N 140.083750°E    | 鰺澤町、八峰町         |
|      | 二森              | ふたつもり                | 1087.0       | III        | 泊岳     | 40°26′6.6″N 140°7′5.1″E / 40.435167°N 140.118083°E     | 鰺澤町、藤里町         |
|      | 雁森岳            | がんもりだけ              | 0986.9       | III        | 突坂     | 40°26′8.7″N 140°9′14.1″E / 40.435750°N 140.153917°E    | 西目屋村、藤里町       |
|      | 小岳              | こだけ                    | 1042.5       | III        | 小岳     | 40°25′58.9″N 140°11′49.8″E / 40.433028°N 140.197167°E  | 藤里町                 |
|      | 甚吉森            | じんきちもり              | 0800.3       | II         | 甚吉森   | 40°26′9.7″N 140°35′21.7″E / 40.436028°N 140.589361°E   | 大鰐町、平川市、大館市 |
|      | 炭塚森            | すみづかもり              | 0571.0       | 無         |          | 40°24′47.1″N 140°40′35.7″E / 40.413083°N 140.676583°E  | 平川市、大館市、小坂町 |
|      | 崩山              | くずれやま                | 0940.2       | III        | 崩山     | 40°33′0.3″N 140°0′0.2″E / 40.550083°N 140.000056°E     | 深浦町                 |
|      | 大峰岳            | おおみねだけ              | 1020.0       | 無         |          | 40°32′11.6″N 140°0′43.9″E / 40.536556°N 140.012194°E   | 深浦町                 |
|      | 白神岳            | しらかみだけ しらがみだけ | 1235.0       | I          | 白神岳   | 40°30′13.5″N 140°1′6″E / 40.503750°N 140.01833°E       | 深浦町                 |
|      | 太夫峰            | たゆうみね                | 1163.9       | III        | 太夫峰   | 40°32′31.88″N 140°3′28.7″E / 40.5421889°N 140.057972°E | 深浦町                 |
|      | 向白神岳          | むかいしらかみだけ        | 1243.3       | III        | 向白神   | 40°31′33.6″N 140°2′50.1″E / 40.526000°N 140.047250°E   | 深浦町                 |
|      | 天狗岳            | てんぐだけ                | 0957.9       | II         | 天狗岳   | 40°31′39.4″N 140°5′2.7″E / 40.527611°N 140.084083°E    | 深浦町                 |
|      | 尾太岳            | おっぷだけ                | 1083.5       | III        | 尾太     | 40°28′0.2″N 140°16′37.6″E / 40.466722°N 140.277111°E   | 西目屋村               |
|      | 辯天森            | べんてんもり              | 0980.0       | 無         |          | 40°28′40.4″N 140°15′38.6″E / 40.477889°N 140.260722°E  | 西目屋村               |
|      | 阿闍羅山          | あじゃらやま              | 0709.2       | II         | 阿闍羅山 | 40°29′38.4″N 140°35′36.9″E / 40.494000°N 140.593583°E  | 大鰐町、平川市         |
|      | 母谷山            | もやさん                  | 0276.0       | III        | 南山     | 40°19′36.9″N 140°3′12.1″E / 40.326917°N 140.053361°E   | 八峰町                 |
|      | 駒岳 （藤里駒岳） | こまがたけ                | 1158.1       | II         | 駒岳     | 40°24′46″N 140°15′4″E / 40.41278°N 140.25111°E         | 藤里町                 |
|      | 田代岳            | たしろだけ                | 1177.9       | I          | 田代山   | 40°25′42″N 140°24′31″E / 40.42833°N 140.40861°E        | 大館市                 |
|      | 羽保屋山          | はほやさん （はぼやさん） | 0593.2       | III        | 羽保屋   | 40°20′25″N 140°40′30″E / 40.34028°N 140.67500°E        | 大館市                 |
|      | 高地山            | たかちやま （こうちやま） | 0484.0       | II         | 釜之澤   | 40°20′24″N 140°42′43″E / 40.34000°N 140.71194°E        | 大館市                 |

### 備註
1. ↑  三角點1232.4

## 相关條目
- 日本的世界遺產

## 外部連結
- Visit Shirakami-未開發的處女地-（秋田白神観光によるページ） （页面存档备份，存于）
- 白神山地（青森県自然保護課によるページ）
- 世界遺産白神山地（青森銀行によるページ）
- 悠久の森白神フェスタ （页面存档备份，存于）
- 白神こだま酵母の総合情報サイト sala （页面存档备份，存于）
- たかのすタクシー （页面存档备份，存于）